# Tomochi
Tomochi (del tarahumara junta de ríos)  es un pueblo del estado mexicano de Chihuahua, localizado en la Sierra Madre Occidental en el municipio de Guerrero, es famoso por la insurrección de sus habitantes contra el gobierno de Porfirio Díaz en 1891, que culminó con la masacre de sus habitantes.

## Historia
Tomochi fue fundado, con el nombre de Purísima Concepción de Tomochi, en 1688 por padres de la Compañía de Jesús como un pueblo de misión. Durante la época de la colonia tuvo lugar una insurrección de indígenas tarahumaras, liderados por el caudillo Teporaca o Gabriel Teporame, que arrasaron el pueblo. Posteriormente a su derrota por el ejército español, Teporaca fue ahorcado en las cercanías de Tomochi para que sirviera de escarmiento a los demás indígenas.
El pueblo fue reconstruido y pronto constituyó una importante población. Durante el siglo XIX, los pueblos de esta región de Chihuahua y sus correspondientes del este de Sonora, con los cuales tenían mucha relación, adquirieron una identidad propia muy desarrollada, cuya principal característica fueron sus afanes autonomistas, en todos los sentidos: político, económico y religioso. Los habitantes de esta zona recibieron por ello el nombre de Rancheros del Noroeste.

### Rebelión de Tomochi
La rebelión de Tomochi, ocurrida en 1891, fue una de varias insurrecciones ocurridas en esta zona de Chihuahua y Sonora a fines del siglo XIX, sin embargo fue la que mayores consecuencias tuvo y por ello la más conocida. Los habitantes de Tomochi resentían enormemente las políticas que llevaba a cabo el gobierno de Porfirio Díaz, destinadas a limitar y eliminar cualquier autonomía en los pueblos, tanto política como económica. En este último punto Tomochi estaba en contra de las concesiones de explotación forestal y minera que el gobierno entregaba a intereses extranjeros, particularmente ingleses y estadounidenses. Una característica particular de la rebelión de Tomochi, es que en ella prácticamente no tuvieron participación elementos indígenas, los tomochitecos eran en su mayoría, mestizos y criollos.
El primer punto de conflicto de los tomochitecos con el gobierno fue por un problema religioso, pues los habitantes de Tomochi, como lo de muchos otros pueblos de la región, eran fervientes creyentes y seguidores de Teresa Urrea, llamada La Santa de Cabora, una joven sonorense que según sus seguidores obraba milagros. Los tomochitecos, que no tenían un párroco permanente en su iglesia y solo recibían visitas periódicas, pusieron una imagen de Urrea en el altar del templo. Cuando el sacerdote llegó, demandó que la retiraran. Los habitantes se negaron rotundamente, ante lo cual el párroco se negó a su vez a realizar cualquier oficio y se fue del pueblo, entonces solicitó la ayuda de las autoridades civiles para devolver a la obediencia a los tomochitecos, iniciándose así el conflicto.
El gobierno que ya había sufrido varias revueltas en la zona y sabía de los conflictos que los habitantes de Tomochi habían causado sobre las concesiones extranjeras, resolvió actuar terminantemente contra los insurrectos, que ya para entonces estaban liderados por Cruz Chávez y envió a una partida del ejército para hacer cumplir las órdenes tanto civiles como religiosas. Los tomochitecos se negaron una vez más y armados, levantaron barricadas y se propusieron resistir el ataque armado. Al considerarlo una insurrección formal, el gobierno ordenó el ataque y muerte de los rebeldes.
La mayor parte de los hombres murieron defendiendo la casa de Cruz Chávez, donde se habían parapetado, mientras que gran parte de las mujeres y niños, que se habían refugiado en la iglesia, murieron cuando esta fue incendiada. El pueblo quedó arrasado y solo algunos pocos de sus habitantes, sobre todo algunas mujeres, niños y ancianos pudieron sobrevivir.

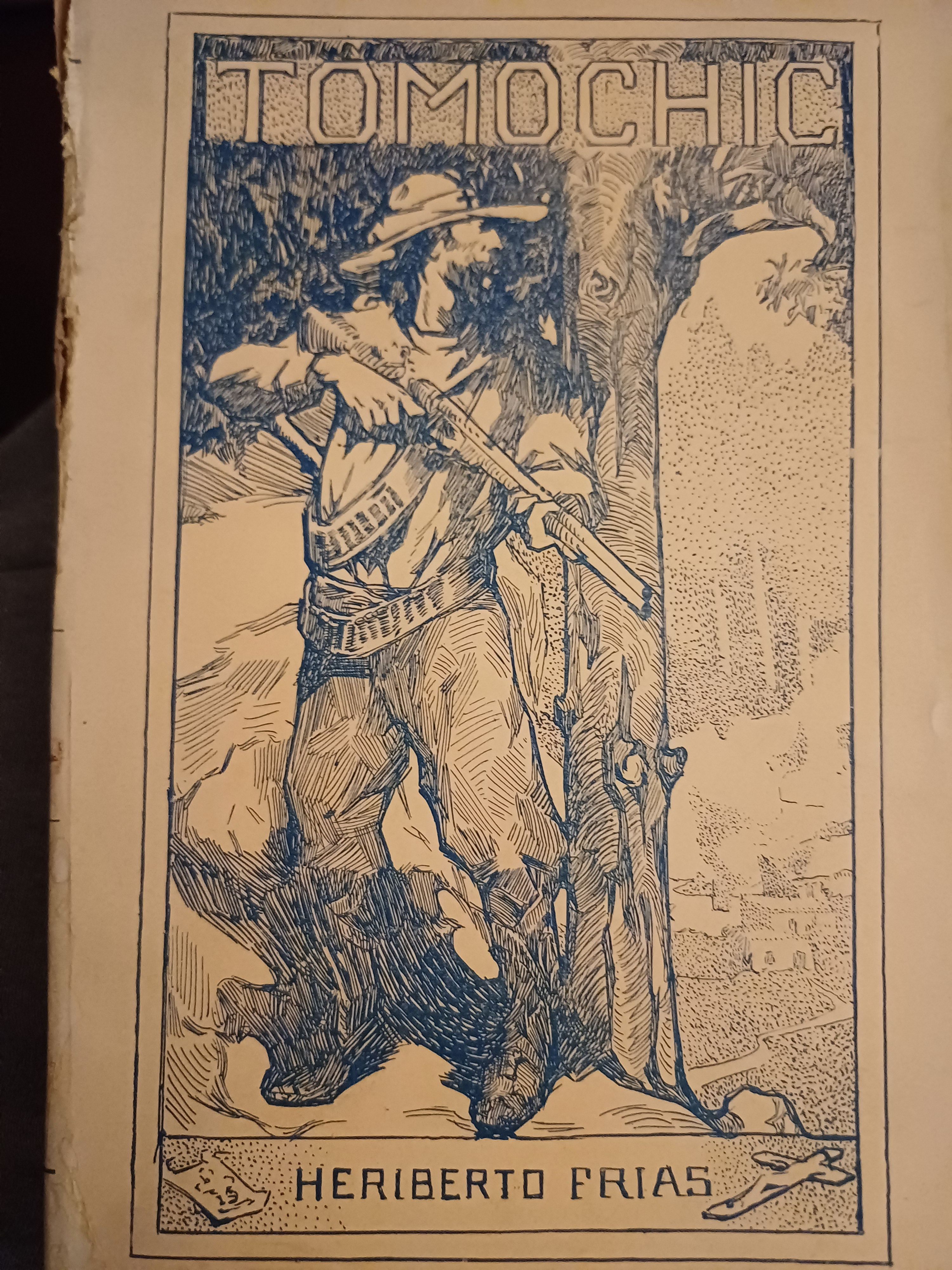
Portada de Tomochic. Novela histórica mexicana, de Heriberto Frías, 5a. ed., París/México, 1911.

La historia de la rebelión de Tomochi ha sido relatada en la película Longitud de guerra dirigida por Gonzalo Martínez Ortega, así como en varias obras de teatro, donde destacan "Tomóchic: la voluntad de un pueblo" de Humberto Robles y "Tomochic" de Joaquín Cosío. La novela Tomóchic (1906) de Heriberto Frías relata la experiencia del autor durante la represión a los tomochitecos.

### Actualidad

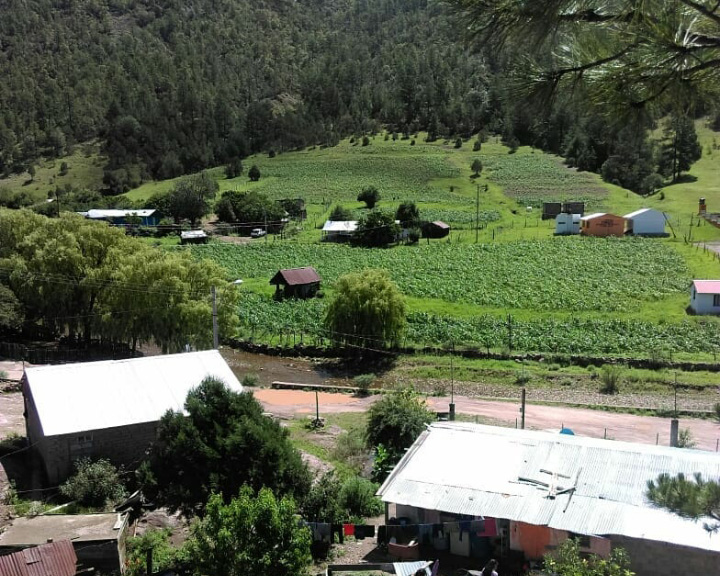
Vista de Tomochi

En reconocimiento a la gesta de los habitantes de Tomochi, el 25 de octubre de 2011 el Congreso de Chihuahua le otorgó el título de Pueblo Heroico, siendo su nombre oficial Heroico Pueblo de Tomochi.

## Localización
Tomochi es actualmente un pueblo de 2,404 habitantes, según el Conteo de Población y Vivienda 2005 realizado por el INEGI, es una Sección municipal del Municipio de Guerrero, tiene importancia turística por estar localizado camino de la Cascada de Basaseachi, uno de los principales atractivos turísticos de Chihuahua y la cascada más alta de México. Se encuentra comunicado por la Carretera Federal 16, que hacia el oeste conduce a Hermosillo, Sonora y hacia el este a La Junta y Chihuahua, Chihuahua. Cuenta con un museo comunitario dedicado a la insurrección de 1891.